# Maraenobiotus vejdovskyi
Maraenobiotus vejdovskyi är en kräftdjursart som beskrevs av Mrázek 1893. Maraenobiotus vejdovskyi ingår i släktet Maraenobiotus och familjen Canthocamptidae. Inga underarter finns listade i Catalogue of Life.